# Boulevard Thierry-de-Martel
Le boulevard Thierry-de-Martel est une voie située dans le quartier de la Porte-Dauphine du 16e arrondissement de Paris.

## Situation et accès
Le boulevard Thierry-de-Martel est desservi par la ligne   à la station Porte Dauphine.

## Origine du nom
Cette voie porte le nom du neurochirurgien Thierry de Martel (1876-1940), qui se suicida le 14 juin 1940 pour ne pas assister à l'entrée des troupes allemandes dans Paris.

## Historique
Cette voie est ouverte à la fin des années 1920 sur l'emplacement des bastions no 53 et 53 de l'enceinte de Thiers et tient son nom actuel depuis un arrêté du 8 juin 1946.
Par un arrêté municipal du 28 octobre 1980, elle est déclassée et transformée en voie piétonnière[Information douteuse].

## Bâtiments remarquables et lieux de mémoire
- Le boulevard longe le square Alexandre-et-René-Parodi.